# Даваті
Даваті (груз. დავათი) — село в Грузії.
За даними перепису населення 2014 року в селі проживає 157 осіб.